# Escudo de la República Socialista Soviética de Kazajistán
El emblema estatal de la República Socialista Soviética de Kazajistán fue adoptado el 26 de marzo de 1937 por el Gobierno de la República Socialista Soviética de Kazajistán. Está basado en el emblema nacional de la URSS.

## Descripción
El emblema está compuesto por la hoz y el martillo (símbolos soviéticos) dentro de un campo rojo y, debajo de este, un sol naciente, que representa el futuro del pueblo kazajo, abrazados por dos haces de trigo (que representan la agricultura) rodeadas por una cinta roja que lleva el lema de la Unión Soviética, «¡Proletarios de todos los países, uníos!», escrito en ruso (Пролетарии всех стран, соединяйтесь!, romanizado: Stran Proletarii vsekh, soyedinyaytes!), y en kazajo (Барлық елдеpдің пролетарлары, бірігіңдер!, romanizado: Barlıq elderdiñ proletarları, birigiñder!). Abajo en el centro, se encuentran las iniciales «RSSK» en ruso y kazajo.  Una  estrella roja con borde dorado (simbolizando el "socialismo en los cinco continentes") se encuentra en la parte superior del emblema.

## Historia
El 5 de diciembre de 1936 fue la fecha de adopción de la nueva Constitución de la URSS, según la cual la ASSR kazaja se transformó en la república unida de la SSR kazaja. El 26 de marzo de 1937, el X Congreso Extraordinario de los Soviets de todos los kazajos adoptó la Constitución de la República Socialista Soviética de Kazajistán, cuyo artículo 121 contenía una descripción del escudo de armas.
En ese momento, el idioma kazajo todavía usa el alfabeto latino, por lo que la inscripción del lema era "BYKIL ÇER ÇYZINIꞐ PROLETARLARЬ, BIRGIꞐDER!", En lugar de "Барлық елдеpдің пролетарлары, бірігіңдер!" 
En el momento de la aprobación de la Constitución, el diseño del escudo de armas de la República Socialista Soviética de Kazajistán aún no existía y se anunció un concurso para la mejor imagen gráfica descrita en la Constitución. 
El 16 de mayo de 1937 la Unión de Artistas de la República Socialista Soviética de Kazajistán resumió los resultados de este concurso, el mejor fue el dibujo del escudo de armas, realizado por los artistas Cherkes y Nifontov (Nikiforov). Al mismo tiempo, hasta 1951, hubo una discrepancia entre la descripción en la Constitución y la imagen aprobada del emblema: en lugar de las inscripciones "RSS de Kazajstán", estipuladas por la Constitución, en kazajo y ruso en los brazos de la cinta eran las abreviaturas "QSSR" y "КССР"
Desde 1978, la hoz se coloca sobre el martillo.
Desde 1937, la República Socialista Soviética de Kazajistán ha estado trabajando en la sustitución del alfabeto kazajo del alfabeto latino por el alfabeto cirílico. Incluso antes del reemplazo oficial, el Presídium del Sóviet Supremo de la República Socialista Soviética de Kazajistán el 28 de enero de 1939, a través de su Decreto, modificó el escudo de armas cambiando todas las inscripciones en el idioma kazajo en el alfabeto latinizado en la inscripción en el alfabeto. sobre la base del alfabeto ruso. Al mismo tiempo, se comenzó a representar el martillo superpuesto a la hoz, y no al revés, como se hacía antes desde 1937. 
El 10 de noviembre de 1940, se adoptó la ley de la República Socialista Soviética de Kazajistán sobre la sustitución de la escritura kazaja del alfabeto latino por el alfabeto cirílico. En 1951, se enmendó la Constitución de la República Socialista Soviética de Kazajistán, y el texto del artículo 121 sobre la inscripción en el escudo de armas de la República Socialista Soviética de Kazajistán en los idiomas kazajo y ruso se cambió por las palabras "ҚGGР" y "KССР". Como resultado de la aprobación de las disposiciones sobre el emblema del estado y la bandera del estado de la República Socialista Soviética de Kazajistán en sus brazos, apareció una estrella roja de cinco puntas, un borde dorado y un martillo comenzó a representarse superpuesto a la hoz.
En 1978, se adoptó el nuevo Reglamento sobre el emblema estatal de la República Socialista Soviética de Kazajistán, según el cual la hoz se volvió a representar superpuesta a un martillo (como estaba representada en el escudo de armas de la URSS y la mayor parte de la República Socialista Soviética de la Unión). a excepción de la RSS de Letonia), la intensidad del fondo rojo se redujo, los rayos del sol, la abreviatura en kazajo "ҚGGР" se cambió a "ҚССР". Un nuevo escudo de armas fue adoptado después de la disolución de la Unión Soviética el 26 de diciembre de 1991.

Escudo de armas de la República Autónoma Socialista Soviética de Kirguistán (1921-1925)
Escudo de armas de la República Autónoma Socialista Soviética de Kazajistán (1927-1937)
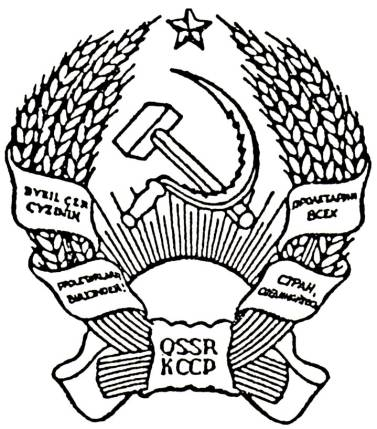
Emblema de la República Socialista Soviética de Kazajistán (1937-1939)
1939-1978